# Västra Tollstads kyrka
Västra Tollstads kyrka är en kyrkobyggnad i Västra Tollstads socken, Ödeshögs församling Östergötland. Den ligger 6 km norr om Ödeshög och 1 km öster om Hästholmen och tillhör Linköpings stift.

## Kyrkobyggnaden
Västra Tollstads kyrka är en nyklassicistisk stenkyrka som för ovanlighetens skull är orienterad i nord-sydlig riktning med koret i norr. Tornet reser sig vid sidan av långhuset på dess östra sida. Långhuset är täckt med sadeltak och tornet har ovanför klockvåningen en lanternin, som överst är krönt av ett förgyllt kors.
Interiören är utformad som en salskyrka med stora rundbågiga fönster och tunnvalv i taket. Altartavlan i koret symboliserar uppståndelsen. Sakristian är inrymd i den medeltida tornkammaren.

## Historik
Den första stenkyrkan byggdes troligen på 1100-talet och bestod av långhus, avslutad i öster med ett lägre kor och absid. I väster ett kraftigt torn krönt med en spetsig överdel Huvudingången till den romanska kyrkan fanns invid tornet på långhusets södra sida och på samma sida fanns också en dörr till koret. Sakristian låg på norra sidan. Senare uppfördes ett vapenhus med sadeltak framför ingångsporten. 
År 1623 byggdes tornet på och under 1650-talet fick kyrkan en läktare. Samtidigt, år 1654, levererade orgelbyggare Peder Jönsson i Skänninge ett orgelverk, antagligen kyrkans första. Några år senare, 1670, inköptes en predikstol av bildhuggare Petter Bengtsson Holm i Mathem i Östra Tollstads socken. År 1683 skaffar man en ny orgel och så även 1715. (Se nedan!) En altaruppsats beställdes 1741 av bildhuggare Bengt Wedulin i Hjo på andra sidan Vättern och under åren 1747-1748 genomgick kyrkan en större reparation.
Carl Fredric Broocman berättar från sitt besök av kyrkan vid mitten av 1700-talet: ”Then lärde Claud. Örnhielm kallar Sokne-Kyrkan, uti ett sitt egenhändiga manuskript, Tolfstad; förmodeligen i then mening, at ther hon nu är byggd, i fordna tider warit Tingstad eller Domare-Säte; såsom dylike af 12 i ring stälde stenar ännu åtskilligstädes i Länet äro att se. När Kyrkan först blifwit funderad, kan icke med wißhet sägas: dock wet man af Historien, at hon är ganska gammal; ty år 1151, tå Kon. SVERKER then Äldre skulle fara til henne, blef Han Juleottan eller then 25 Dec. på wägen dräpen af sin egen Stallmästare. Hon står på Krono grund på ett behageligit ställe, 3 mil ifrån Skeninge, icke långt ifrån Wätern: och är upmurad af huggen Kalksten med ett högt Torn; hållandes hon med Choret til Tornmuren i längden 22 och en half aln, och i bredden 9 och en half aln. Thes Altartafla föreställer Christi korßfästelse; och är gjord och köpt i Hjo år 1741 för 300 Dal. Kopp:mt, som Kyrkan med Församlingen påkostat. Prädikstolen af Snickare-Arbete, med Frälsarens och Evangelisternas bilder, är uppsatt år 1670, tå hon ock kostat 300 Dal. Orgelwerket består af 6 stämmor, och är til Kyrkon förärat af Orgenisten Jöns Helgeson år 1715. Klockorna hänga i Tornet, och är then större guten år 1713, och then mindre år 1647. Af gamla Minnesmärken är uti Wapnhusdören en Runsten, hwars Runor sålunda lyda:"
|  |                                                                                           |
|  | RIGULFR. LET. GIARU. KUMBL. DEINSI. EFTAR. GIARDAR. FADUR. SIHI. GUD. HIALPI. AOTI. HANS. |
|  | Thet är:                                                                                  |
|  | Rigulfer lät giöra denna stenwård efter sin Fader Giarder. Gud hjelpe hans ande.          |
I slutet av 1760-talet målades kyrkan om invändigt av Carl Brusell i Hjo. Av mäster Schüller i Vadstena inköptes samtidigt en ljuskrona i mässing och 1773 var det dags för kyrkans fjärde orgel, som sattes upp av organisten i Ödeshög, Lars Strömblad. 

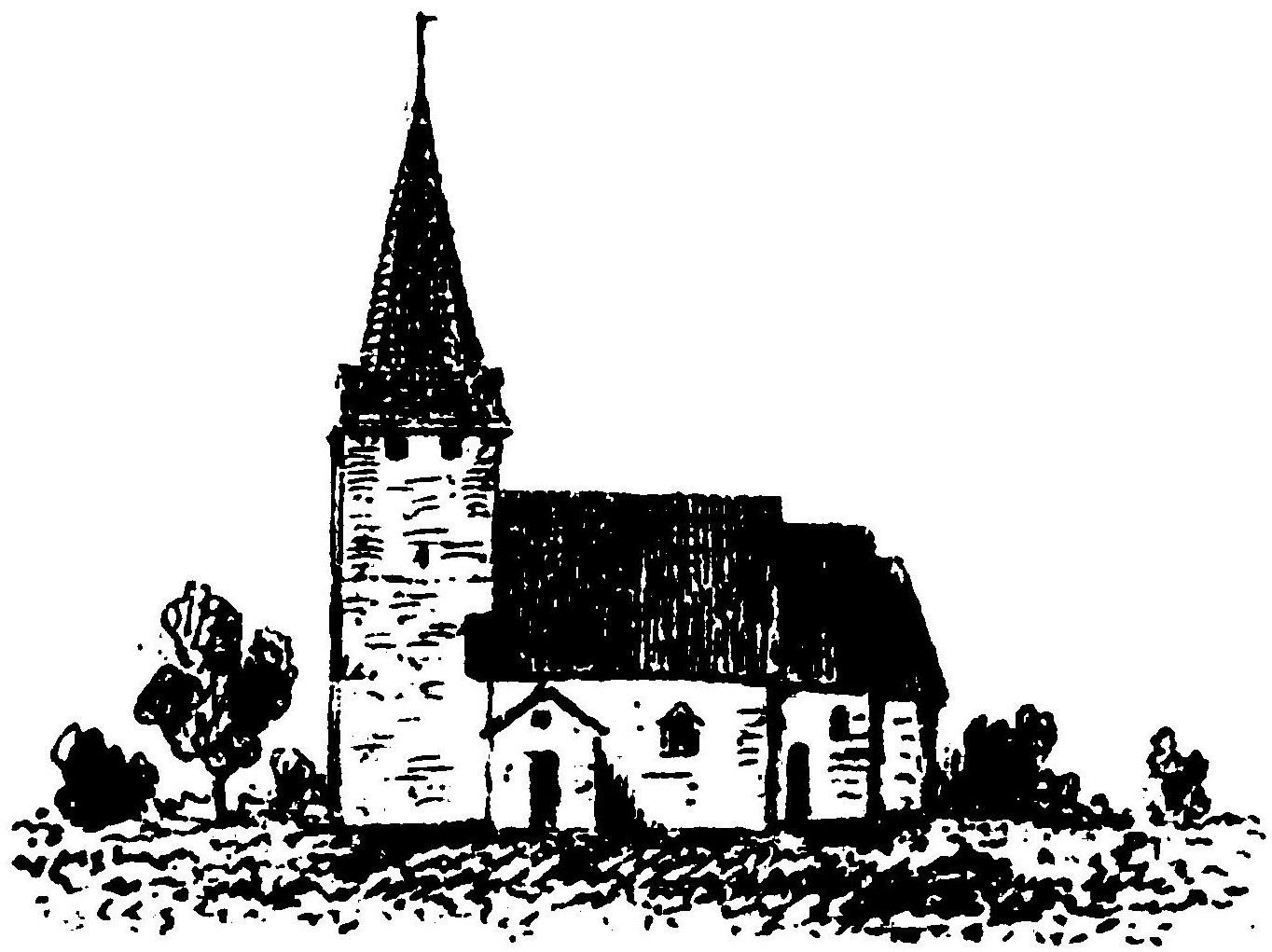
Västra Tollstads gamla kyrka. Avbildning av en teckning i den nuvarande kyrkan.

Under 1700-talet hade kyrkan allt svårare att rymma den växande församlingen och vid en besiktning av byggmästare Casper Seurling befanns den på många sätt vara bristfällig. Caspar Seurling kom därför med ett förslag till reparation, men arbetet uppsköts tills vidare. Olika lösningar diskuterades. Ett tag funderade man på att rekonstruera Alvastra klosterkyrka, ett annat alternativ var att bygga en ny kyrka tillsammans med Heda församling. 

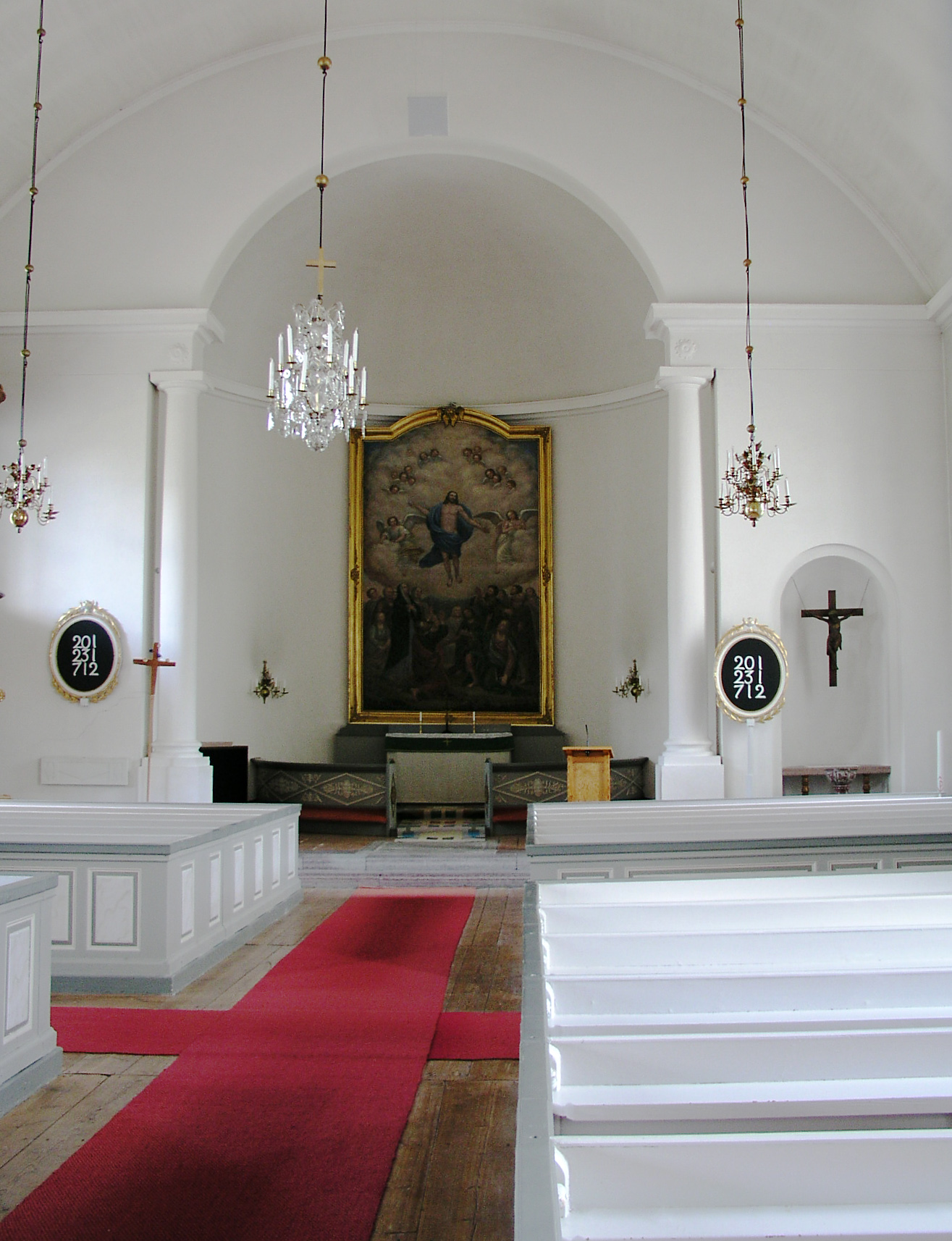
Kyrkorummet med altaret

År 1837 tillkallades ekonomidirektör Abraham Nyström, Hållingstorp, för att utarbeta ett förslag till ny kyrka. Öfverintendentsämbetet i Stockholm ombads skaffa fram ritningar och 1839 godkändes ett förslag upprättat av deras arkitekt Johan Carlberg. Han behöll den nedre delen av det gamla tornet och byggde på en klockvåning med höga, rundbågiga ljudgluggar under flacka, korsande sadeltak. Några år senare ändrar han sig, kanske på grund av inflytande från Abraham Nyströms kyrkbyggen i Kärna och Svanshals, och tornet kom, liksom där, att avslutas med en lanternin. Det nya långhuset placerades vid sidan av tornet i nord-sydlig riktning på västra sidan av tornbyggnaden. I tornets bottenvåning inreddes en sakristia. Kyrkbygget genomfördes av Abraham Nyström under åren 1840-1843 och byggnadskostnaderna belöpte sig på 10 504 riksdaler banco. Professor Carl Georg Brunius (1792-1869) gillade dock inte utformningen utan kritiserade Öfverintendentsämbetet: "Denna helgedom, som saknar kor, liknar ett tingshus. Det är bedrövligt, att ett byggnadsämbete, som gärna mästrar andra, på detta sätt vandaliserar urgamla helgedomar och ej visar sig ha klart begrepp om den heliga byggnadslinjen och huvudgrunden för kyrklig byggnadskonst."
Nu ville man ha en ny piporgel och tre år efter byggets avslutande fick man råd att köpa ett 12-stämmigt verk för 2 033 rikdaler banco av Nils Ahlstrand i Norra Solberga. 
År 1926 gjordes en grundlig renovering av kyrkan. Bland annat byggdes ett nytt halvrunt kor och där invid placerades sakristian. Ytterligare tvenne reparationer har utförts, 1954 och 1970. Vid den senare byggdes den medeltida tornkammaren om till sakristia.

## Inventarier
- Triumfkrucifix från 1300-talet, tyvärr något skadat. Eventuellt har det under någon tid i stället varit placerat ovanför dopfunten.
- Dopfunt av kalksten, tillverkad 1664 av stenhuggare Michael Hacke, Skänninge, med dopskål av tenn från samma århundrade.
- Altartavla med motiv ”uppståndelsen”.
- Predikstol, snidad och försedd med baldakin, av bildhuggaren Petter Bengtsson Holm i Mathem, Östra Tollstads socken.

- Mässhake från 1600-talet av vitt siden.
- Piporgel, 20-stämmig, av Orvar Smedman, Lidköping, 1964.
- Mässhake från 1800-talet i svart sammet.
- Storklockan, gjuten 1743 i Jönköping.
- Lillklockan, gjuten 1795.

## Orglar

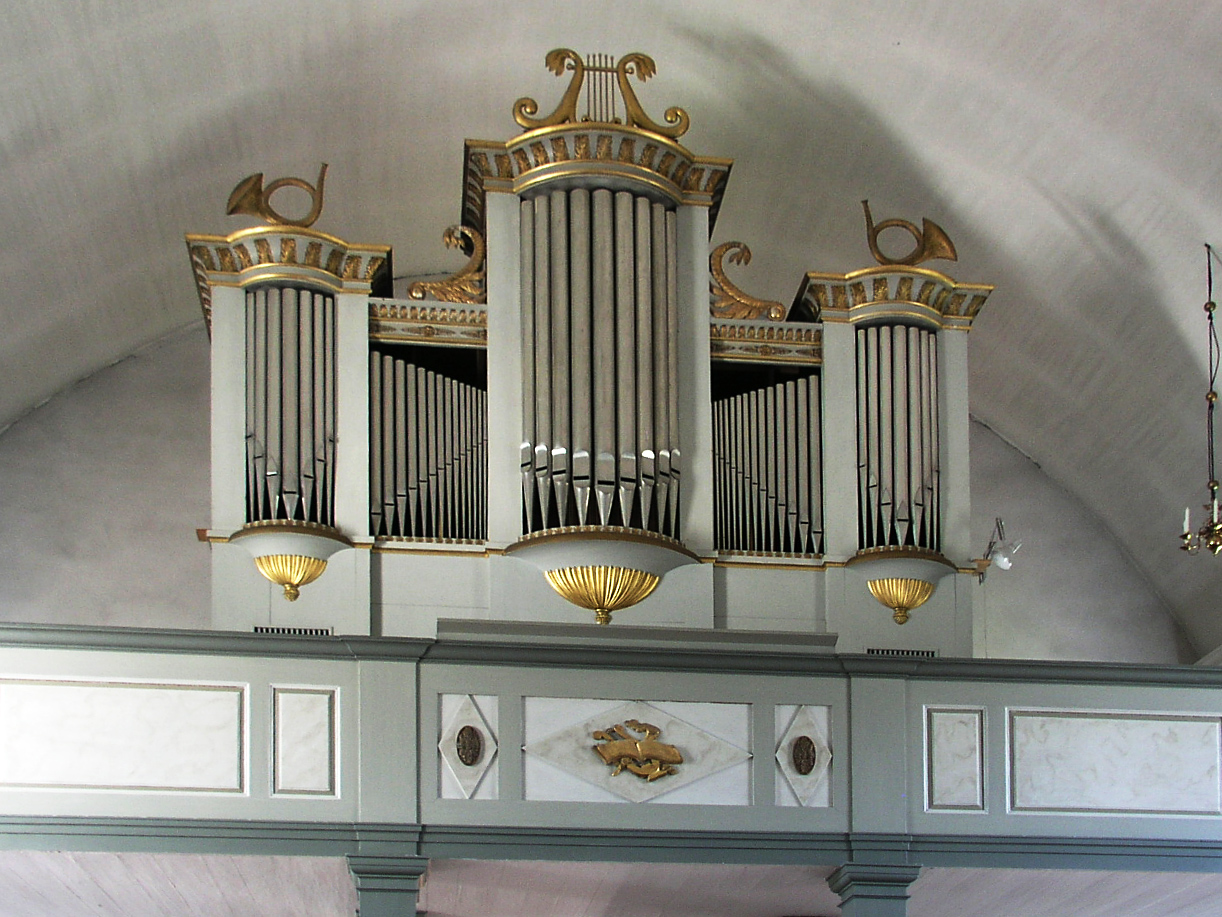
Orgel

### Kronologi
- 1654: Organisten, borgmästaren och orgelbyggaren Per Jönsson (borgmästare), Skänninge, levererade ett orgelverk, för vilket han fick 10 tunnor korn i betalning.
- 1683: Orgelbyggare Georg Hum (även Heim) (död omkring 1700) i Norrköping, satte upp ett nytt orgelverk med ljudande fasad.
- 1715: Orgelverket inklusive fasad såldes till Herrestads kyrka för 150 daler.
- 1715: Klockaren och orgelbyggaren Jöns Helgesson, Västra Tollstad, byggde ett 6-stämmigt orgelverk, som han donerade till kyrkan.[1]
- 1773: Organist och orgelbyggare Lars Strömblad (1743-1807), Ödeshög, byggde ett nytt orgelverk.
- 1846: Organist, klockare och amatörorgelbyggare Nils Ahlstrand, Norra Solberga, byggde en tolvstämmig orgel för 2 033 riksdaler banco. Fasaden är signerad Abraham Pettersson.
- 1939-1940: Ombyggnad med utökning till 19 stämmor på 2 manualer och pedal av orgelbyggare Bo Wedrup, Uppsala.
- 1964: Orgelbyggare Orvar Smedman vid Smedmans Orgelbyggeri byggde en ny mekanisk orgel bakom Nils Ahlstrands fasad. Delvis har gammalt pipmaterial använts.

### Disposition
| Huvudverk I C-g3 | Svällverk II C-g3 | Pedal C-f1   | Koppel |  |
| Rörflöjt 8’      | Gedackt 8’        | Subbas 16’   | I/P    |  |
| Principal 4’     | Spetsflöjt 4’     | Principal 8’ | II/P   |  |
| Gedacktflöjt 4’  | Principal 2’      | Gedackt 8’   | II/I   |  |
| Kvinta 2 2/3’    | Larigot 1 1/3’    | Koralbas 4’  |        |  |
| Waldflöjt 2’     | Scharf III chor.  | Flagflöjt 2’ |        |  |
| Ters 1 3/5’      | Krumhornsregal 8’ | Fagott 16’   |        |  |
| Mixtur IV chor.  | Tremulant         |              |        |  |
| Rörskalmeja 8’   | Crescendosvällare |              |        |  |

## Minnessten
På kyrkogården står en minnessten över de begravda offren från förlisningen av ångfartyget S/S Per Brahe 1918.

## Bildgalleri

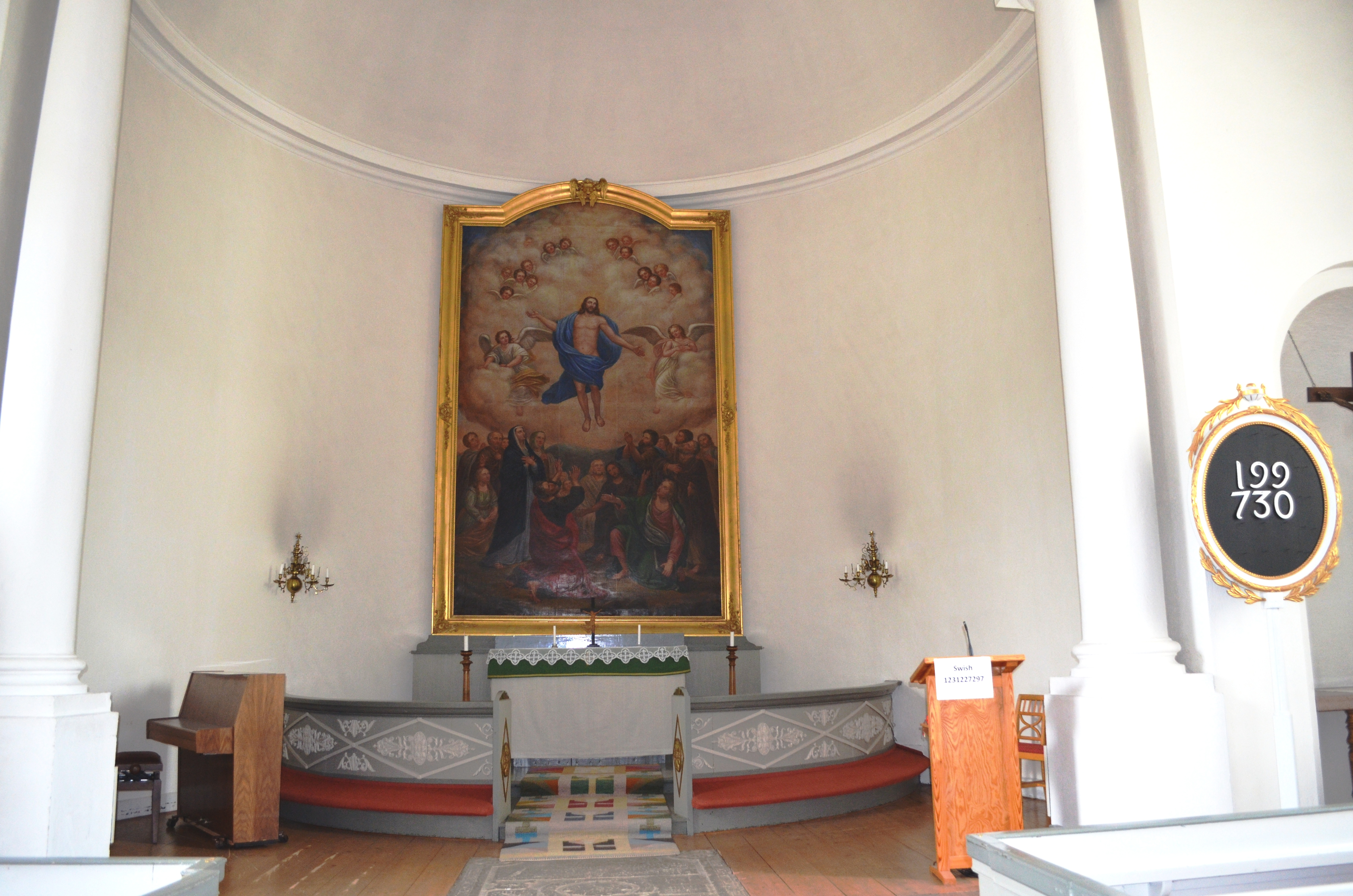
Västra Tollstads kyrkas altare
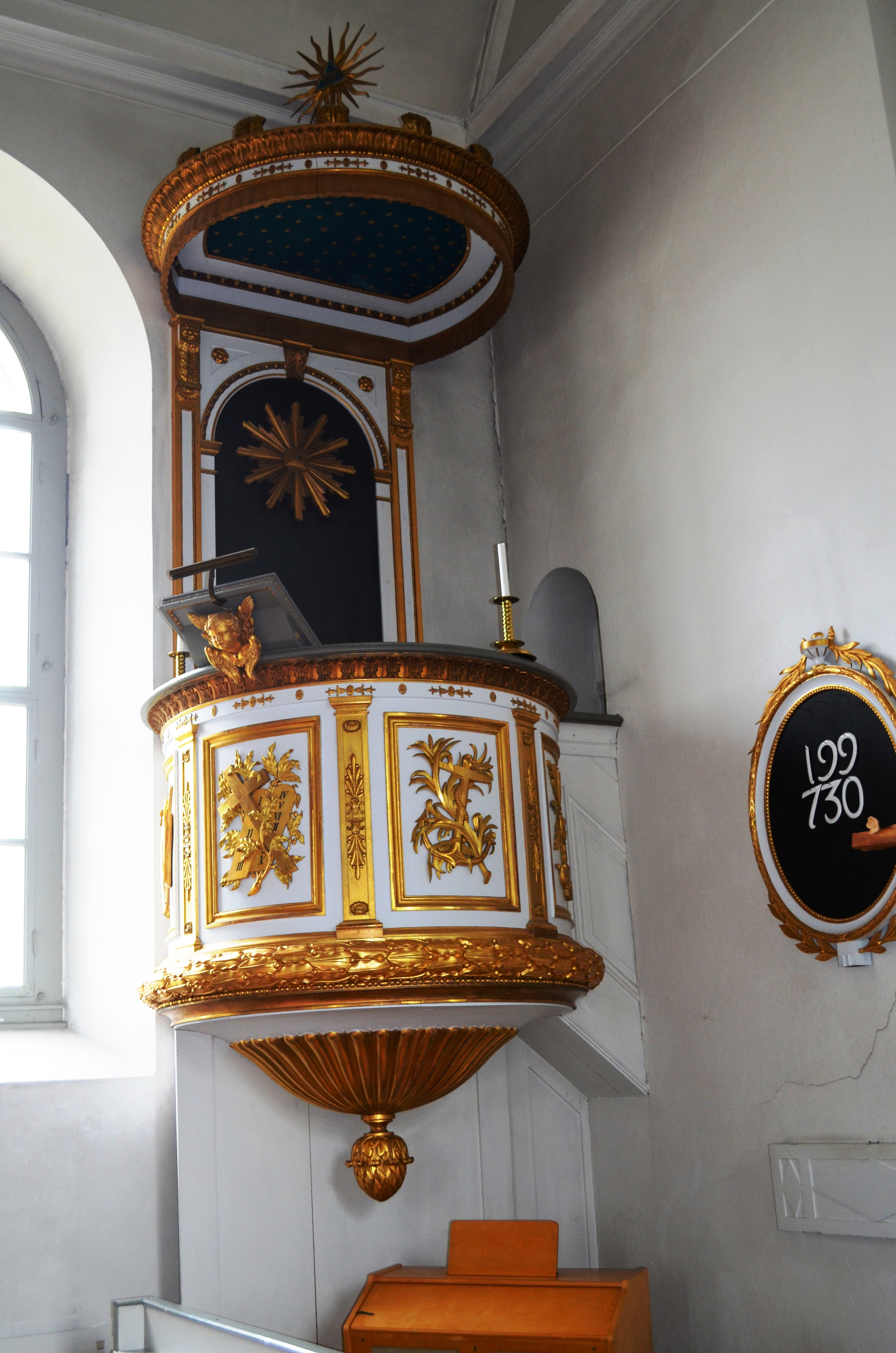
Västra Tollstads kyrkas predikstol
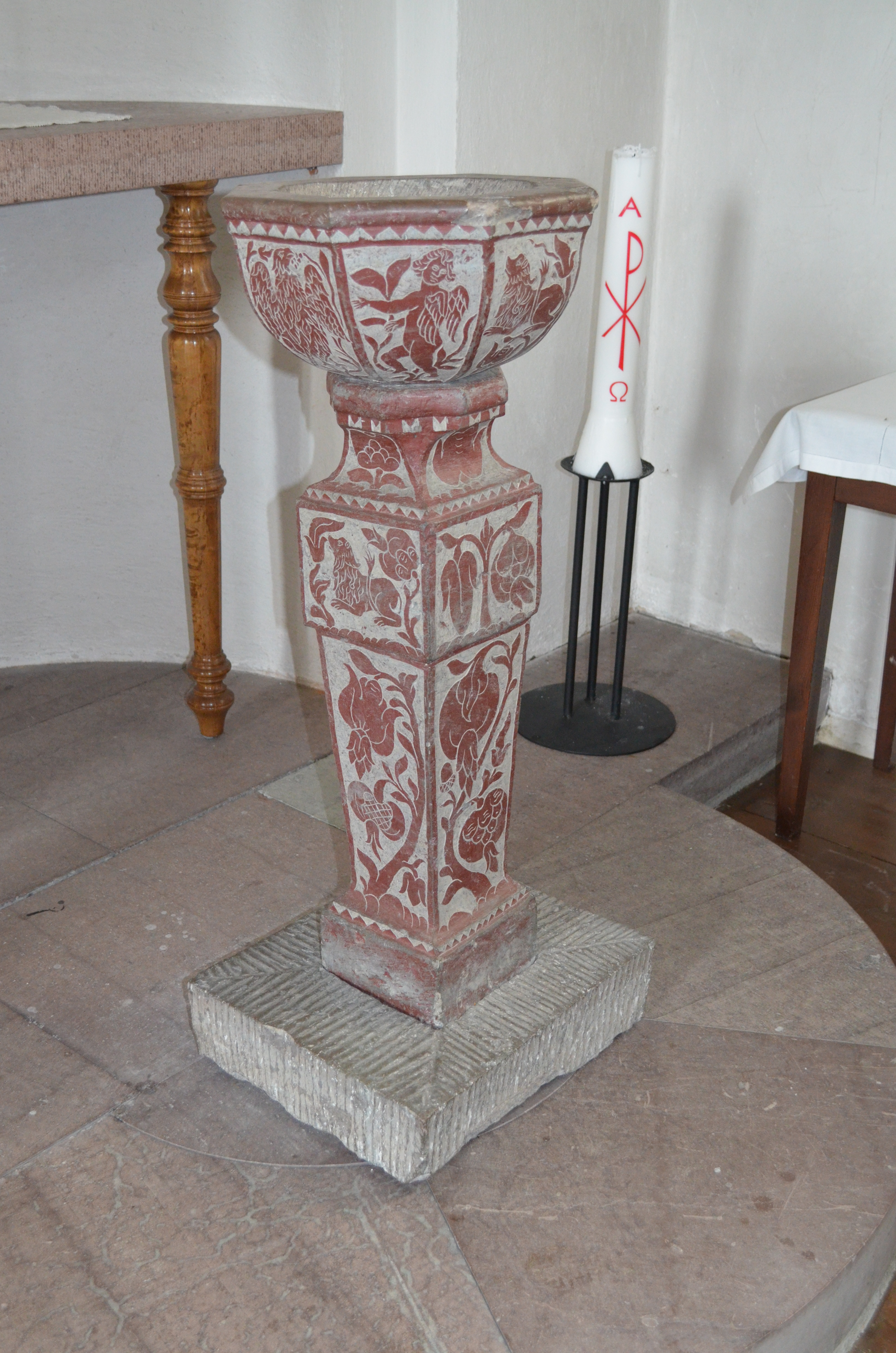
Västra Tollstads kyrkas dopfunt
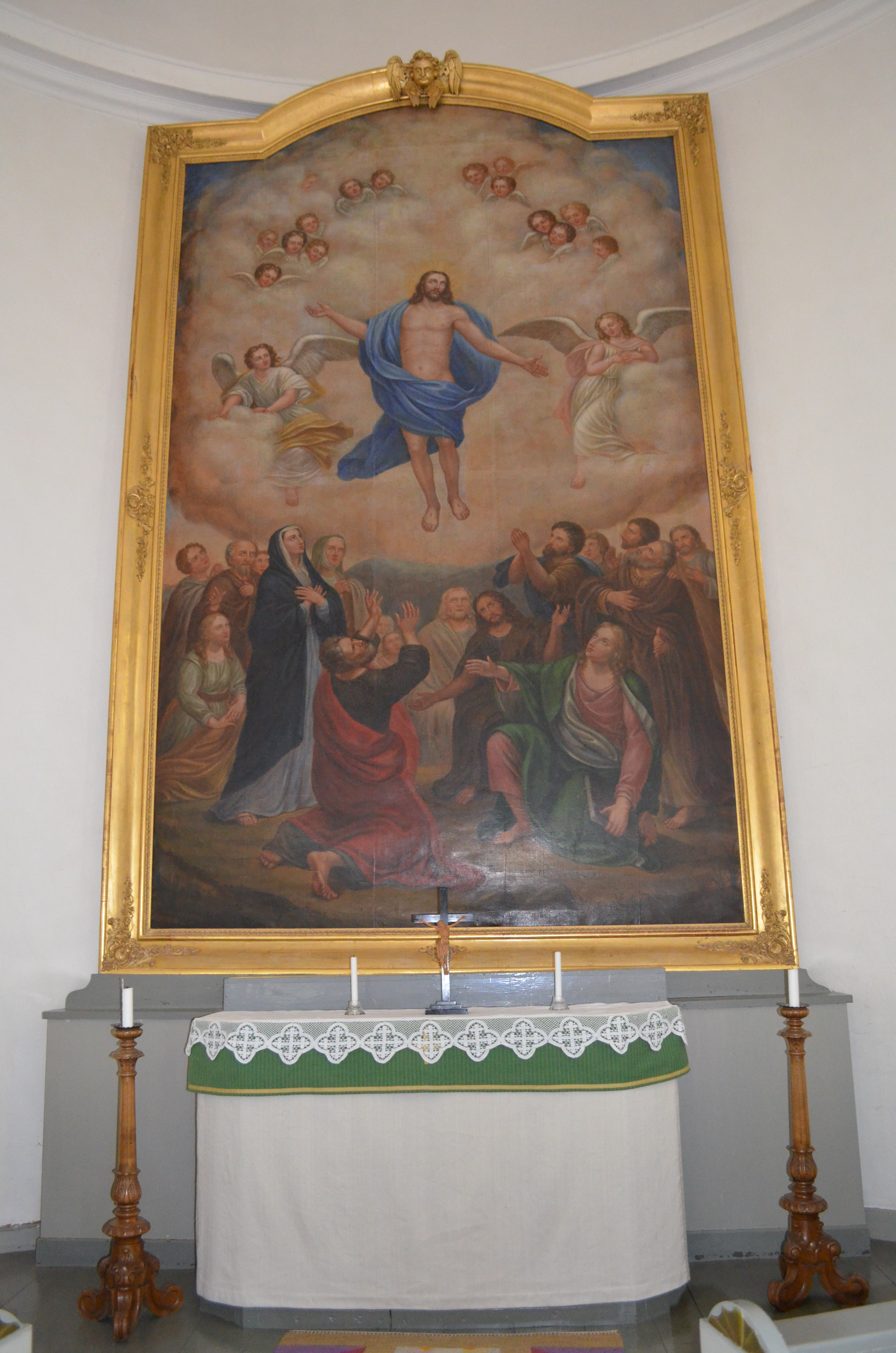
Västra Tollstads kyrkas altartavla
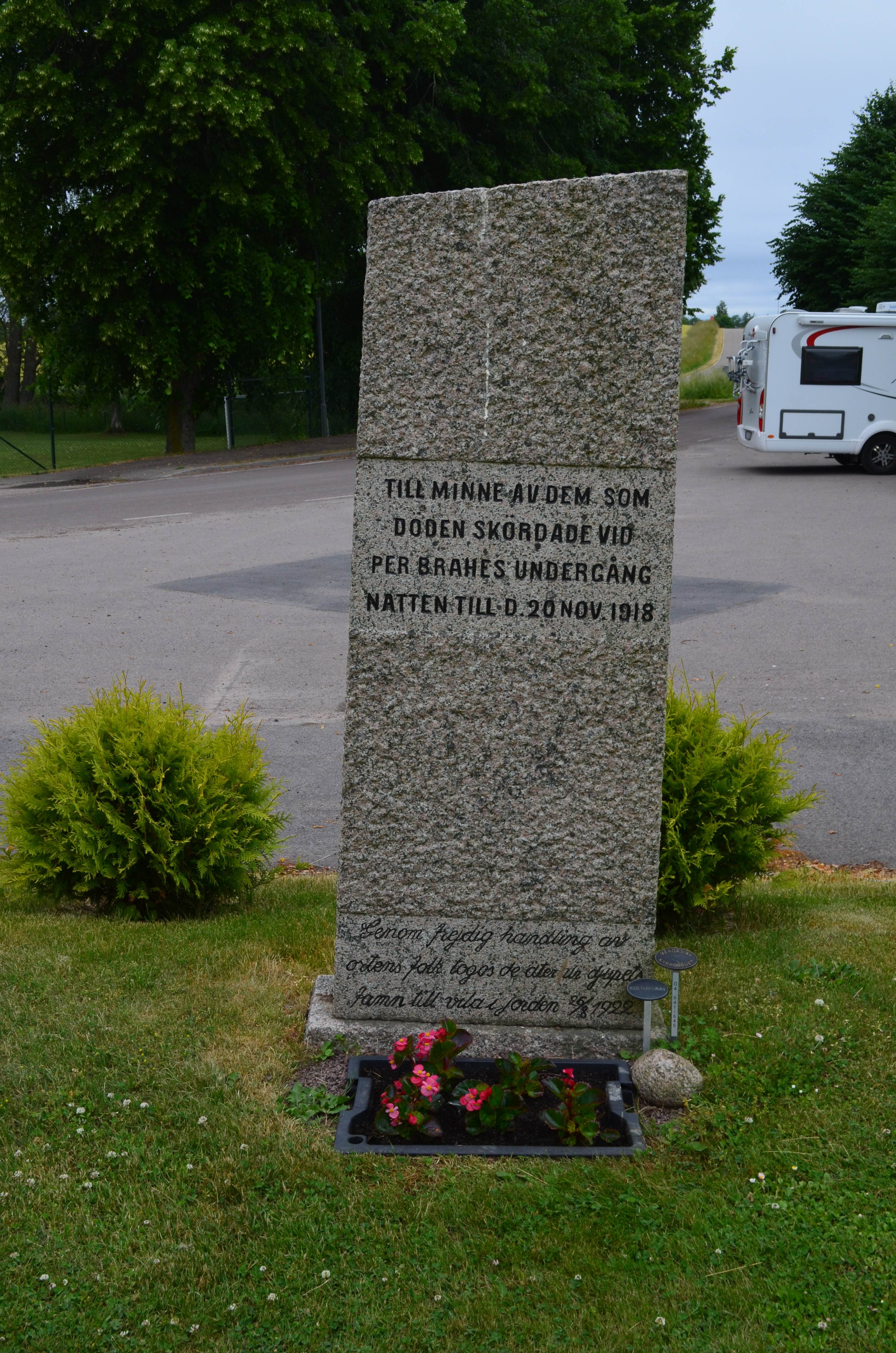
Minnessten